# 朗尼·史葛
朗尼·史葛（1927年1月28日—1996年12月23日），英國色士風樂手、爵士樂俱樂部老闆。

## 生平
朗尼·史葛原名隆納德·沙特（Ronald Schatt），出生於英國倫敦市東的奧基特，父親是來自俄羅斯的猶太人而母親是來自葡萄牙。十六歲開始在一些小型爵士樂俱樂部中演奏。他分別在1944至1945年，跟小號樂手约翰尼·克莱斯及在1946年跟樂隊領隊泰德·希夫，作巡迴演奏。他亦曾與安保露斯、卡布麒和鐵圖·般斯合作演出。1948至1950年，史葛與包括約翰·鄧禾夫在內的一班朋友，共同組成一間以合作社型式運作的樂隊暨俱樂部，名叫《十一俱樂部》。因為有機會旅遊的關係，在遊輪上演出吸引了很多英國爵士樂手。史葛亦不例外，1946至1950年的四年間，他間歇地在瑪利皇后號上演出，其間，在紐約他親身聽到了像查利·帕克等的最新比波普樂曲。
1952年，史葛加入積克·柏奈領導的樂隊，隨後的1953至1956年，他帶領由他本人組成的九人和五人組合。組合成員包括色士風手必特·金、維托·菲爾曼、漢克·梳和菲爾·施文。1957至1959年，他與他比·希斯共同領導《爵士速遞員》樂隊，1960至1967年，他領導一隊四人組合，成員包括史丹利·翠斯。
這七年間，史葛同時當上了錄音室樂手。披頭四手本名曲Lady Madonna中的色士風獨奏，便是他的作品。1967至1969年，他隨肯尼·克拉克-法蘭斯·保倫大樂隊於歐洲作巡迴演出，隊員包括中音色士風手尊尼·格萊芬和愛迪·（鎖下顎）戴維斯。而同一時間，朗尼·史葛亦負責打理他本人組成的一隊八人樂隊，其成員包括約翰·素文和肯尼·韋羅；和另一隊三人樂隊，其成員包括鋼琴手米克·卡和鼓手卜比·芝恩。隨後，他繼續領導有鋼琴手約翰·古列錢遜和鼓手馬田·杜露參與的多個樂隊。
朗尼·史葛在大西洋兩岸得到尊敬，著名低音提琴手查爾斯·明格斯在1961年曾經這樣形容朗尼·史葛:「在眾多白人(樂手)當中，朗尼·史葛最能演繹出像蘇特·森斯那類的黑人哀樂感覺。」  雖然史葛在英國爵士樂壇中，佔有很重要位置，但在其事業後期的二十至三十年內，他的錄音出品都只是寥寥可數。史葛有間歇性憂鬱症狀，並需要吃藥治療。1996年，在接受殖入假牙手術後的休養期間，他意外地把白蘭地和抗抑鬱藥一同服下，死時六十九歲，在高德斯格林火葬場火化。隨後的死因研訊裁定他死於意外。

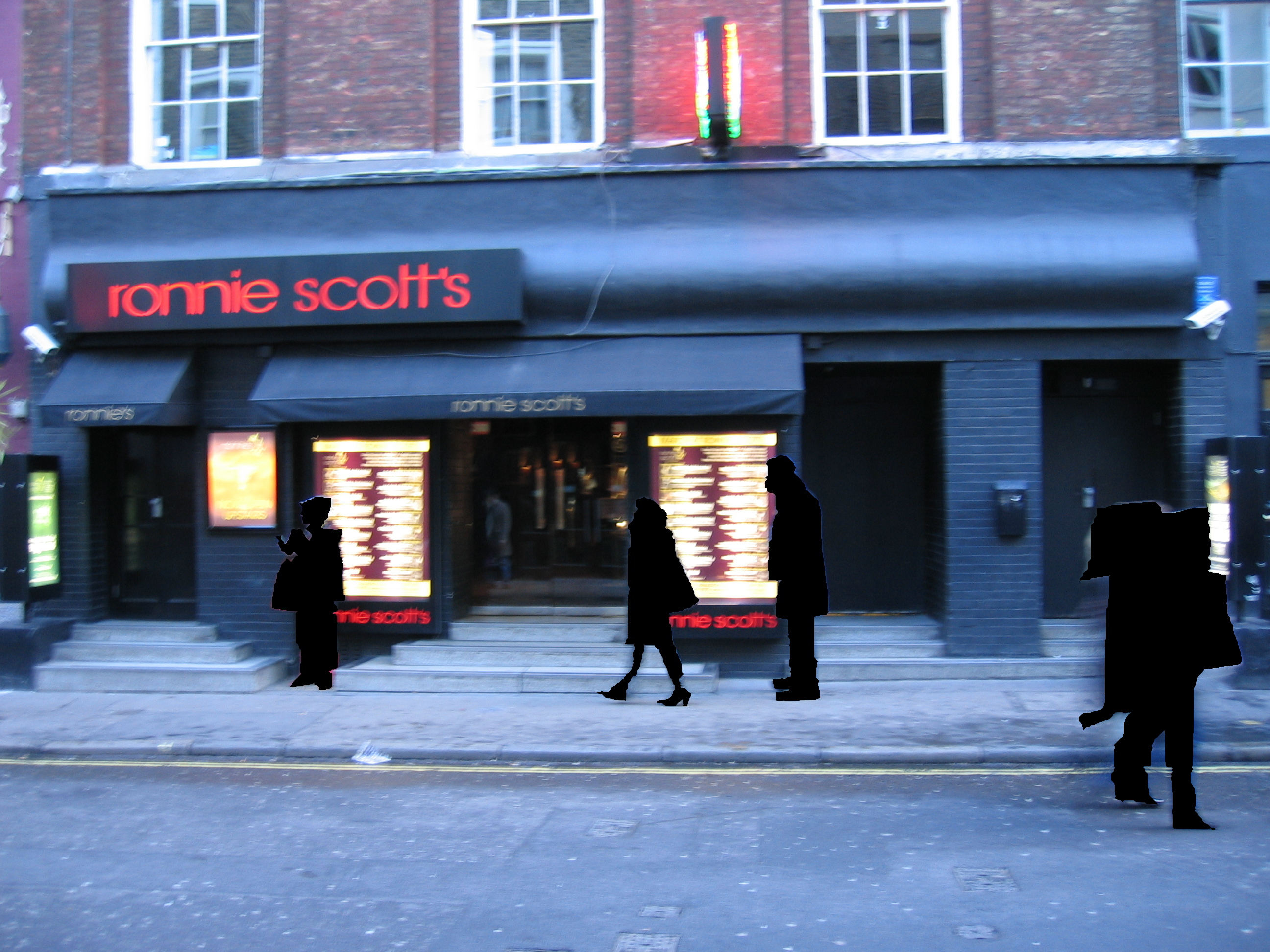
倫敦蘇豪區菲利夫街47號 朗尼史葛爵士樂俱樂部

## 朗尼史葛爵士樂俱樂部
朗尼·史葛最為人熟悉的，便是他與拍檔必特·金一手創立的朗尼史葛爵士樂俱樂部（Ronnie Scott's Jazz Club）。俱樂部位於倫敦蘇豪區爵祿街39號的地庫，於1959年10月30日開幕，隨後遷至面積較大的菲利夫街47號。朗尼·史葛亦成為了俱樂部的常駐司儀。在他去世後，俱樂部繼續由他的拍檔營運了九年時問。2005年6月，俱樂部售予劇院經理莎莉·紀連。

## 樂隊組合
除了自組樂隊外，朗尼·史葛亦曾領導過不少有著名樂手參與的英國爵士樂隊組合。
- 《阿倫·甸 博普爵士樂手》 - 1949

成員：朗尼·史葛（次中音色士風），約翰·鄧禾夫（中音色士風），漢克·梳（號角），湯美·埔勒（鋼琴），必特·卓爾華（結他），祖·馬道（低音提琴），羅利·摩根（鼓），阿倫·甸（歌手）.
- 《朗尼史葛樂隊》 - 1954, 1955

成員：朗尼·史葛（次中音色士風），戴力·坎保（中音色士風），必特·金（次中音色士風），漢克·梳（號角），肯·華利（長號），本尼·格連（低音色士風），維托·菲爾曼（鋼琴），連尼·布殊（低音提琴），菲爾·施文（鼓）.
- 《朗尼史葛五重奏》 - 1955

成員：朗尼·史葛（次中音色士風），漢克·梳（號角），維托·菲爾曼（鋼琴），森美·史篤／連尼·布殊（低音提琴），菲爾·施文（鼓）.
- 朗尼史葛大樂隊 - 1955

成員：朗尼·史葛，必特·金，（次中音色士風），祖·夏利奧特，道格·羅便臣（中音色士風），本尼·格連（低音色士風），史坦·龐馬，漢克·梳，戴夫·烏斯頓，占美·屈臣，（號角）積·波特路，羅賓·基，麥· 棉素，肯·華利（長號），諾文·史丹化特（鋼琴），艾力·彼得（低音提琴），菲爾·施文（鼓）.
（1957年4月7日，他比·希斯與朗尼·史葛帶領《爵士樂速遞員》樂隊，於倫敦禾導街新開業的紅鶴俱樂部作首次演出，於1959年8月30日解散。）
- 《爵士速遞員》

成員：朗尼·史葛（次中音色士風），他比·希斯（次中音色士風）,（鋁片琴），泰利·姍濃（鋼琴），腓爾·卑思（低音提琴），比爾·埃頓（鼓）.
- 朗尼史葛四重奏 (1964)

成員：朗尼·史葛（次中音色士風），史丹利·翠斯（鋼琴），麥爾坎·碩素（低音提琴），積奇·都根（鼓）.
- 《朗尼史葛五重奏》 (1990)

成員：廸克·皮雅斯（號角），朗尼·史葛（次中音色士風），約翰·古列錢遜（鋼琴），朗·馬太臣（低音提琴），馬田·杜露（鼓）.

## 唱片分目
- 1948: 向先生跳舞 (indigo)
- 1958: 爵士樂的速遞員 (Carlton/Fresh Sounds)
- 1965: '這夜真史葛 你真能夠擺 (Redial)
- 1965: 當我需要你的意見，我會給你 (Jazz House)
- 1969: 朗尼史葛現場 (Columbia)
- 1977: 真正黃金 (Pye)
- 1990: 永遠不要拍打燒著了的狗 (Jazz House)
- 1997: 假如我需要你的意見 (Jazz House)
- 1997: 這夜有千隻眼 (Jazz House)
- 2000: 向先生跳舞 (Indigo)
- 2002: 朗尼史葛在俱樂部現場 (Time Music)

## 註腳
1. 1 2 3 4 5  朗尼·史葛生平 的存檔，存档日期2008-08-21. - 朗尼史葛爵士樂俱樂部，2008年7月28日 索取 (英文)
2. ↑  "Ronnie Scott", Brian Priestley, in Carr et al.

## 外部連結
- Ronnie Scott with Mike Hennessey. Some of My Best Friends are Blues (autobiography). London: Northway Books，2002. ISBN 978 0955090837
- Ian Carr, Digby Fairweather, & Brian Priestley. Jazz: The Rough Guide. ISBN 1-85828-528-3
- Richard Cook & Brian Morton. The Penguin Guide to Jazz on CD 6th edition. ISBN 0-14-051521-6
- All Music Guide 朗尼史葛生平 （页面存档备份，存于）
- 朗尼史葛爵士樂俱樂部官方網址 （页面存档备份，存于）
- 朗尼·史葛唱片分目